# Стахановская улица (Минск)
Стахановская улица (бел. Стаханаўская вуліца) — улица в Партизанском районе Минска, одна из основных улиц Тракторозаводского посёлка.

## История

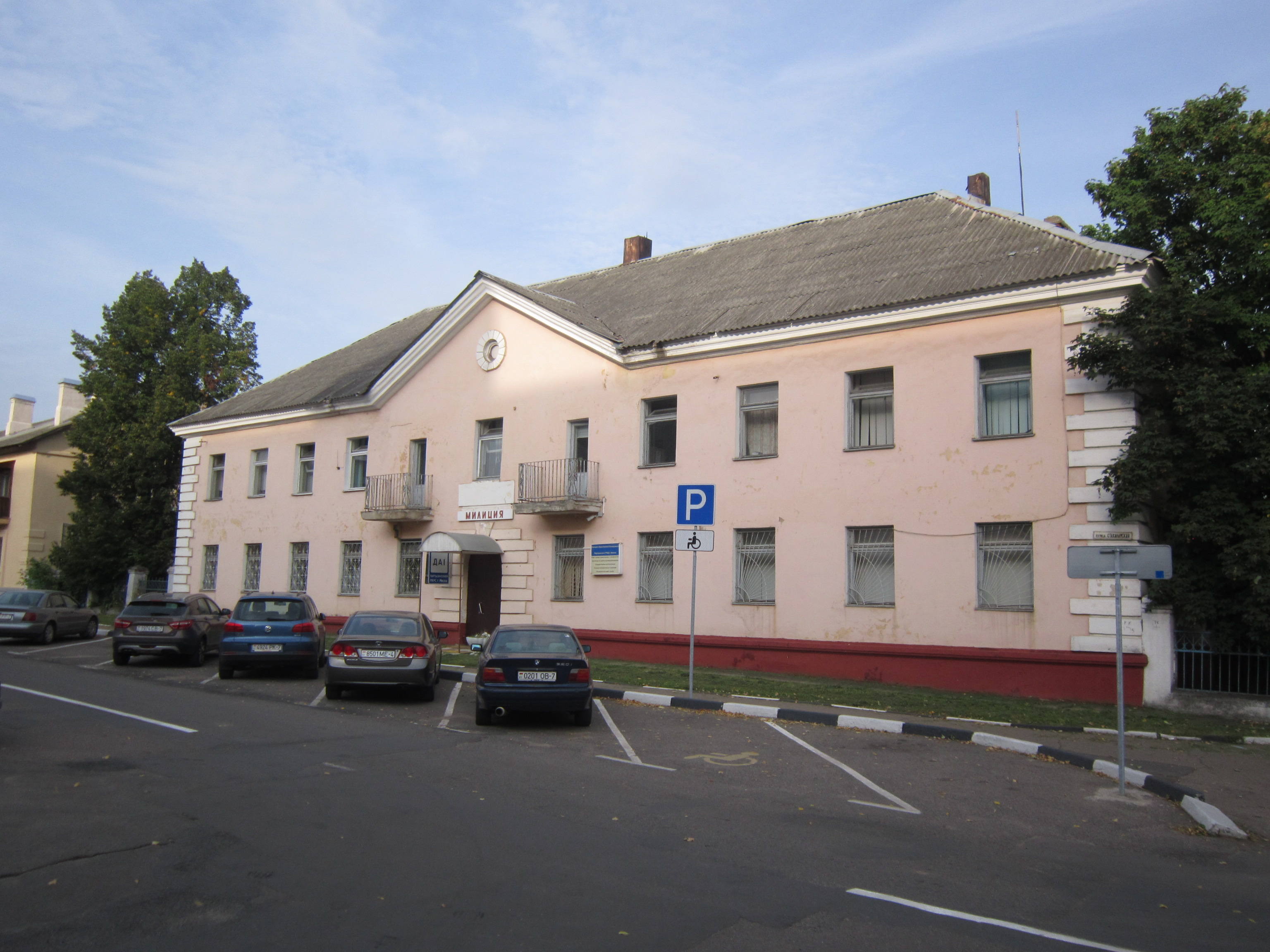
Здание отдела ГАИ УВД по Партизанскому району города Минска (Стахановская, 7)

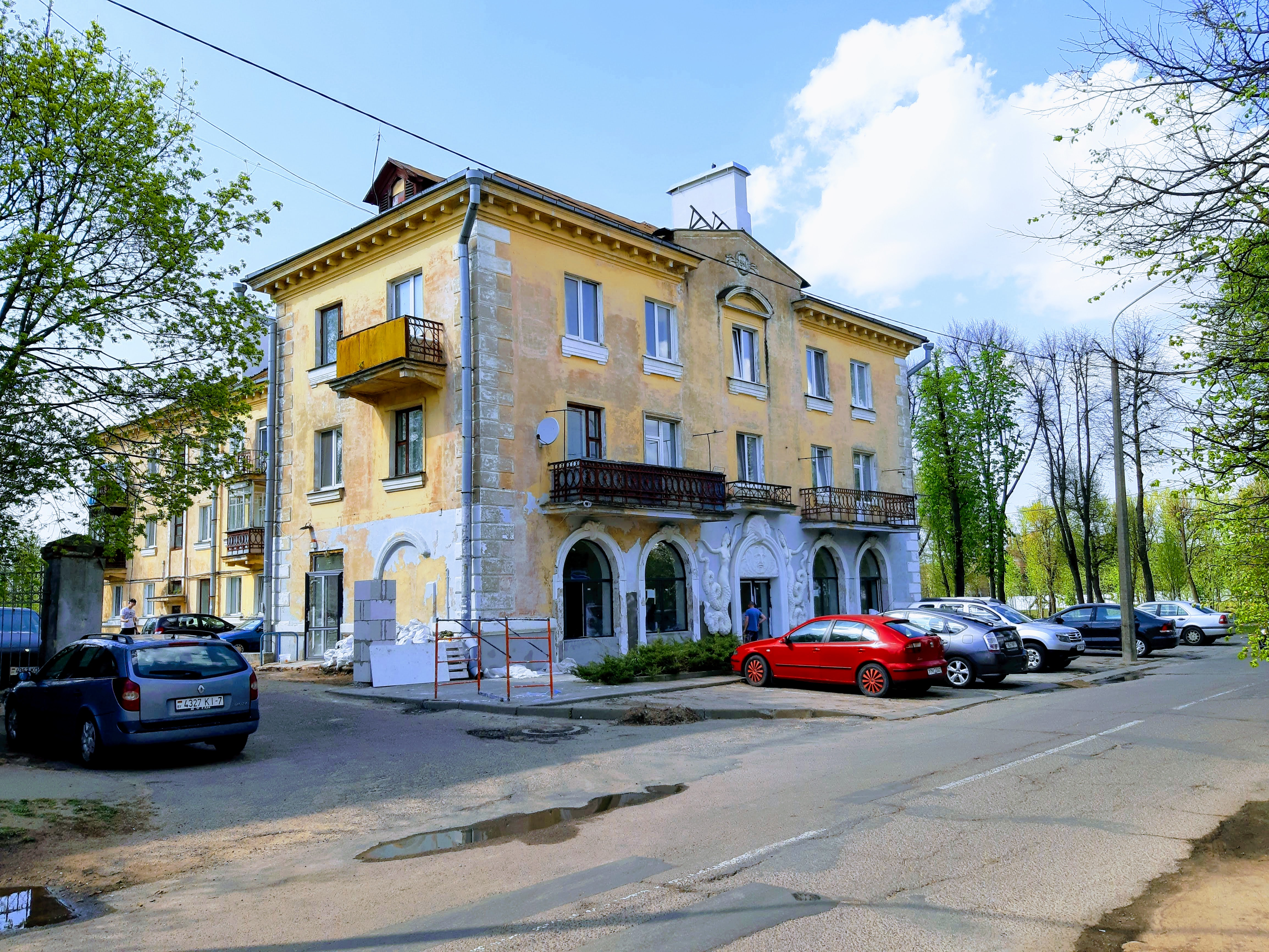
Здание на пересечении с улицей Клумова (Стахановская, 2 / Клумова, 11)

По версии энциклопедического справочника «Их именами названы… Улицы Минска», улица названа в честь ударника, Героя Социалистического труда Алексея Стаханова в 1949 году, при жизни Стаханова. В 1977 году, после его смерти, примыкающий к улице Банный переулок переименован в Стахановский.
Топонимист Вадим Жучкевич полагает, что название улицы относится к символическим — в честь стахановского движения.

## Описание
Улица начинается от T-образного перекрёстка с улицей Клумова и ориентирована в южном направлении, затем направление сменяется на юго-восточное. Улица пересекается с улицей Чеботарёва, переулками Стахановским и Щербакова, улицей Олега Кошевого, Ученическим переулком и завершается T-образным перекрёстком с улицей Будённого. Нумерация домов — от пересечения с улицей Клумова.
Движение по начальному участку одностороннее, к улице Клумова.

## Застройка
Большинство зданий в 2-3 этажа, на пересечении с улицей Олега Кошевого есть четырёхэтажные дома. Почти все здания построены в конце 1940-х — начале 1950-х годов; 7-этажное здание поликлиники МТЗ построено значительно позже. Одновременно со строительством жилых домов вдоль улицы были высажены тополя.
Среди значимых объектов:
- Поликлиника (медицинский центр) МТЗ (дом 10а);
- Отдел ГАИ УВД Партизанского района (дом 11);
- Отделение медицинской реабилитации медицинского центра МТЗ (дом 12);
- Социально-педагогический центр с детским социальным приютом Партизанского района (дом 13);
- Баня (Стахановская улица, 16 / Стахановский переулок, 4);
- Прокуратура Партизанского района (дом 37).

## Транспорт
Движение общественного транспорта по улице отсутствует, поблизости проходят автобусные, троллейбусные, трамвайные маршруты и расположена станция Минского метрополитена «Тракторный завод».